# Mary Alexander
Mary Alexander, ou Mary Spratt Provoost Alexander, née le 16 avril 1693 et morte le 18 avril 1760 à New York, est une marchande et investisseuse influente de l'ère coloniale.

## Biographie
Mary Alexander est issue de familles éminentes de l'ère coloniale de New York. Son père John Spratt (vers 1650-1697), marchand, est originaire de Glasgow. Sa mère Maria de Peyster (1659-1700) vient d'une famille hollandaise d'orfèvres respectée, elle est la sœur de Abraham de Peyster, (14e maire de New York) et Johannes de Peyster (17e maire de New York).
Mary Alexander est la petite-fille de Cornelia DePeyster, grande marchande apparaissant dans le classement des plus grandes fortunes new-yorkaises en 1695, et de Johannes de Peyster Sr., marchand hollandais émigré à La Nouvelle-Amsterdam.
En 1711, elle épouse Samuel Provoost, mercier, importateur et agent immobilier. Ils ont trois enfants : Maria Provoost (1712-1713), John Provoost (1714-1767) et David Provoost (1715-1741). Samuel Provoost décède en 1719.
En 1721, elle épouse James Alexander, avocat et homme politique. Ils ont sept enfants : Mary Alexander II (1721–1767), James Alexander (1723-1731), William Alexander (1725-1783), Elizabeth Alexander (1726–1800), Catherine Alexander (1727-1801), Anna Alexander (1731-1736), Susannah Alexander (1737-1777).
Elle décède le 18 avril 1760 et est enterrée à Trinity Church, New York. Les gouverneurs de New York et du New Jersey portent son cercueil lors des funérailles, signe de son statut social de haut rang.

## Carrière
Mary Alexander commence sa carrière aux côtés de son premier mari, Samuel Provoost. Elle joue déjà un rôle essentiel dans le développement de l'entreprise, en y investissant son héritage. Lorsque celui-ci décède, elle reprend donc seule l'activité commerciale.
L'entreprise, spécialisée dans la mercerie, se développe considérablement sous sa direction. Elle mise sur l'importation de marchandises à grande échelle, et rapidement il devient rare qu'un bateau n'entre dans le port sans un arrivage à son nom. Elle vend les marchandises dans son magasin, aménageant une allée pavée devant celui-ci, la première de la ville, pour permettre l'arrivée des calèches. On y trouve du fil de soie, de laine peignée, de la dentelle, des tissus de toutes sortes mais aussi des produits secs et du vin, en provenance d'Europe notamment. Pendant les guerres française et indienne, elle fournit l'expédition de William Shirley en nourriture, outils, canons et des bateaux.
À mesure que son entreprise Emporium prend de l'ampleur, elle devient l'une des marchandes les plus influentes de New York, et elle compte parmi les plus fortunés. Elle acquiert une puissance financière mais aussi politique, en devenant la conseillère de nombreuses personnalités politiques. En 1743, sa fortune est estimée à 100 000 livres. Elle vit avec sa famille dans un manoir de Broad Street à New York, et possède un important patrimoine immobilier. L'un de ses fils, William Alexander, Lord Stirling (en), devient son partenaire d'affaires. Elle aide aussi son deuxième mari à financer ses projets politiques et commerciaux.
En 1734, Mary Alexander joue un rôle décisif dans le procès du journaliste John Peter Zenger, accusé de diffamation par le gouverneur de New York. Elle se rend à Philadelphie et réussit à convaincre l'éminent avocat Andrew Hamilton de représenter John Peter Zenger. Il est acquitté et le procès fait date dans l'histoire de la liberté de la presse aux États-Unis.

## Héritage
Les archives de l'entreprise commerciale sont conservées à la bibliothèque de la New-York Historical Society, classées dans un dossier intitulé « The Alexander Papers ».
Mary Alexander fait partie des 999 femmes citées dans l’œuvre féministe The Dinner Party de Judy Chicago, réalisée de 1974 à 1979 et visible au Brooklyn Museum.